# Pichia koratensis
Pichia koratensis är en svampart som beskrevs av Nakase, Jindam., Mikata, Ninomiya, H. Kawas. & Limtong 2007. Pichia koratensis ingår i släktet Pichia och familjen Pichiaceae.   Inga underarter finns listade i Catalogue of Life.